# البلاد (ريمة)
البلاد هي إحدى قرى مديرية الجعفرية بمحافظة ريمة اليمنية، بلغ تعداد سكانها 2253 نسمة حسب الإحصاء الذي جرى عام 2004.